# Versunkene Kosten
Versunkene Kosten (oft auch als irreversible Kosten bezeichnet; englisch sunk cost) sind in der Betriebswirtschaftslehre Kosten, die ein Wirtschaftssubjekt aufgewendet hat und durch künftige Entscheidungen nicht zurückgewinnen kann. Versunkene Kosten dürfen rationalerweise für zukünftige Entscheidungen nicht berücksichtigt werden.
Als Wirtschaftssubjekte, bei denen versunkene Kosten entstehen können, gelten Unternehmen, Privathaushalte und der Staat mit seinen Untergliederungen. Versunkene Kosten nennt man die Kosten, die nicht wieder rückgängig gemacht werden können. Dies sind zum Beispiel Ausgaben, die bei einem Marktaustritt eines Unternehmens nicht wieder rückgängig oder „liquide“ gemacht werden können. Weiterhin kann es sich um Kosten des Markteintritts und Marktaustritts, Anschaffungskosten/Baukosten für Fehlinvestitionen und Investitionsruinen, Forschungs- und Entwicklungskosten von nicht auf den Markt gebrachten Produkten oder Kosten für zu viel gedruckte Prospekte/Flyer handeln.

## Ex-ante- und ex-post-Betrachtung
Fehlinvestitionen sind das klassische Beispiel in den Wirtschaftswissenschaften für die Erklärung der ex-ante- und ex-post-Betrachtung. Bei einer Erweiterungsinvestition geht der Entscheidungsträger davon aus, dass die im Investitionsplan enthaltenen Erwartungen wie etwa die Vollbeschäftigung der Investition auch eintreffen werden („ex ante“). Die Entscheidung wird umgesetzt und zeigt sich in der Bilanz als Erhöhung des Anlagevermögens. Später kommt es jedoch unerwartet zu einer Rezession mit einem Nachfragerückgang, der eine Unterbeschäftigung der Investition mit sich bringt. Die Umsatzerlöse reichen nicht mehr zur Amortisation der Investition aus. Im Nachhinein („ex post“) stellt sich die Investitionsentscheidung als Fehlentscheidung und die Investition als Fehlinvestition heraus.
Die durch eine vergangene Entscheidung verursachten Kosten waren zum Entscheidungszeitpunkt (ex ante) entscheidungsrelevante Kosten und werden dann zu versunkenen Kosten, wenn auf sie in einer gegenwärtigen oder künftigen Entscheidungssituation nicht mehr Einfluss genommen werden kann und sie sich nachträglich (ex post) als irreversible Kosten herausstellen.
Beispiel
Die Telekommunikationsunternehmen A und B stehen im Wettbewerb um einen nationalen Festnetzmarkt; Anbieter A verfügt bereits über ein Telefonnetz, während Anbieter B ein solches erst noch aufbauen müsste. Für B sind die Kosten für den Aufbau des Netzes im Gegensatz zu A entscheidungsrelevant. B wird daher mit hoher Wahrscheinlichkeit Anbieter A das Feld überlassen. Anbieter A verfügt bereits über das Netz, muss also für die anstehende Entscheidung nur laufende Kosten berücksichtigen. Das heißt nicht, dass die ehemalige Entscheidung des Anbieters A, das Netz aufzubauen, ex post profitabel gewesen ist. 
Versunkene Kosten werden in der Wettbewerbstheorie daher als ein wichtiger Grund für die Herausbildung von Monopolen angesehen.

## Versunkene Kosten und rationales Verhalten
Da Wirtschaftssubjekte nicht immer dem Rationalitätspostulat des Homo oeconomicus folgen, werden irreversible Kosten oft zum Anlass genommen, unrentable Aktivitäten weiter fortzusetzen, weil bereits viel in diese Aktivitäten investiert wurde – aus rationaler Sicht ungerechtfertigterweise. Somit können irreversible Kosten den (aus Sicht des Entscheidungsträgers) wirtschaftlich optimalen Entscheidungsprozess verfälschen. Auf solches Verhalten bezieht sich die Redensart „gutes Geld schlechtem hinterherwerfen“.
Obwohl schlechtem kein gutes Geld hinterher geworfen werden sollte, heißt dies nicht, dass Fehlinvestitionen, die zu irreversiblen Kosten geführt haben, deswegen einfach vergessen werden können. Sie tauchen in der Bilanz des Unternehmens auf und führen zu Verlusten; eine gründliche Nachbetrachtung und Reflexion, wie es zu solchen Fehlentscheidungen gekommen ist, ist stets geboten.

## Wirtschaftliche Aspekte
Es gibt oft die Neigung von Entscheidungsträgern, versunkene Kosten früherer Fehlentscheidungen bei der aktuellen Entscheidungsfindung weiterhin zu berücksichtigen. So werden an sich erfolglose Projekte mit negativem Kapitalwert weiter verfolgt, weitere Kosten in Kauf genommen („gutes Geld schlechtem hinterherwerfen“), anstatt das Projekt zu beenden und die Fehlinvestition einzugestehen.
Bei gegenwärtigen Entscheidungen sollten nur der künftige Nutzen und die künftigen Folgekosten, nicht aber die versunkenen Kosten berücksichtigt werden.

## Abgrenzungen
Parallelen, aber auch deutliche Unterschiede, gibt es zum Begriff der Ewigkeitskosten. Letztere sind Folgekosten, die z. B. nach Beendigung des Bergbaus oder der Kernenergienutzung entstehen oder weiter anfallen werden bzw. zumindest für längere Zeit anfallen werden. Ewigkeitskosten sind jedoch nur teilweise versunkene Kosten – und zwar dann, wenn sie auch im Falle des Weiterbetriebs einer Bergbauanlage oder eines Kernkraftwerks entstehen werden. In diesem Fall sind sie in der Hinsicht versunken, als dass ihr Auslöser in der Vergangenheit liegt und sie nicht mehr rückgängig gemacht werden können. Beispiele hierfür sind die Kosten für das kontinuierliche Abpumpen von Grundwasser, zu erwartende Kosten für Schäden an Bauwerken durch Bodensetzungen oder die Kosten für die Endlagerung von Brennelementen. Nicht versunkene Ewigkeitskosten sind beispielsweise Kosten für die Renaturierung einer Tagebau-Landschaft, da diese Kosten nicht zwangsläufig, sondern nur im Fall der Stilllegung der Anlage entstehen. Folglich sind sie entscheidungsrelevant und damit nicht versunken. Bei größeren, in mehreren Teilabschnitten realisierten Projekten (z. B. Verkehrsprojekte) werden zuweilen bei der Realisierung der ersten Abschnitte Bauvorleistungen für eventuelle weitere Abschnitte geschaffen. Die Aufwendungen für diese Vorleistungen stellen versunkene Kosten dar. Produkteinführungen am Markt gehen oft mit hohen Kosten einher. Rentiert sich das Produkt nicht, sollte man die bereits investierten Kosten nicht in die Entscheidung (Produkt im Markt belassen oder zurückziehen) einbeziehen, sondern sich nur an den zukünftigen Möglichkeiten orientieren. Börsenanleger orientieren sich bei Verkaufsentscheidungen häufig daran, zu welchem Kurs sie eine Aktie gekauft haben. Der Kurs, zu dem man in der Vergangenheit eingestiegen ist, ist jedoch irrelevant für die Beurteilung der Entwicklung der Aktie in der Zukunft.
Die umgangssprachlich als Eh-da-Kosten (auch EDA-Kosten) bezeichneten Fixkosten (vor allem Personalkosten) sind keine versunkenen Kosten, weil sie als Kosten der Betriebsbereitschaft gelten und im Rahmen der Kalkulation für die Kostendeckung vorgesehen sind.